# Vetenskapsåret 1802

## Händelser
- Baltimore i delstaten Maryland i USA blir den första staden i världen med gasbelysning.
- Anders Gustaf Ekeberg, svensk kemist, upptäcker tantal.

### Allmänt
- 9 november – Alexander von Humboldt besöker hamnstaden Callao i Peru för att studera Merkuriuspassagen. Han studerar även förekomsten av guano och dess egenskaper som gödningsmedel. Hans följande skrifter i ämnet, gör guanon känd i Europa.

### Astronomi
- 28 mars – H. W. Olbers upptäcker den andra asteroiden Pallas.

### Fysik
- Okänt datum – Johann Wilhelm Ritter bygger den första elektromekaniska cellen.[1][2]

### Geologi
- Okänt datum – James Smithson menar att zinkkarbonat är riktiga karbonatmineraler och inte zinkoxider som tidigare menats.[3][4]

### Kemi

#### Okänt datum
- Charles lag, som beskriver hur gas tenderar att expandera vit upphettning, publiceras första gången i Frankrike av Joseph Louis Gay-Lussac.[5]
- Okänt datum – Thomas Wedgwood upptäcker en metod att skapa fotografier med silvernitrat.[6]

### Medicin
- Okänt datum – Charles Bell  publicerar The Anatomy of the Brain, Explained in a Series of Engravings.[7]

### Teknik

#### November
- 5 november – Marc Isambard Brunel påbörjar installationen av sin blocktillverkningsmaskin vid Portsmouth Block Mills i England.[8]
- Okänt datum – George Bodley från Exeter i England patenterar den första köksspisen.[9][10]

## Pristagare
- Copleymedaljen: William Hyde Wollaston, brittisk kemist och fysiker.

## Födda
- 6 februari – Charles Wheatstone (död 1875), brittisk vetenskapsman och uppfinnare.
- 31 juli – Ignacy Domeyko (död 1889), polsk geolog.
- 5 augusti – Niels Henrik Abel (död 1829), norsk matematiker.
- 7 augusti – Germain Henri Hess (död 1850), schweizisk-rysk kemist.
- 16 augusti – Moritz Wilhelm Drobisch (död 1896), tysk matematiker och filosof.
- 24 september – Adolphe d'Archiac (död 1868), fransk geolog och paleontolog.
- 30 september – Antoine-Jérôme Balard (död 1876), fransk kemist.
- 26 november – Anton Schrötter von Kristelli (död 1875), österrikisk kemist och mineralog.
- 15 december – János Bolyai (död 1860), ungersk matematiker.
- 27 december – Gerardus Johannes Mulder (död 1880), nederländsk kemist.

## Avlidna
- 18 april – Erasmus Darwin (född 1731), läkare, botaniker, uppfinnare och författare till Zoonomia.
- 16 november – André Michaux (född 1746), fransk botaniker och upptäcktsresande.

### Fotnoter
1. ↑  Berg, Hermann (9 april 2008). ”Johann Wilhelm Ritter: the Founder of Scientific Electrochemistry”. Review of Polarography "54":  ss. 99–103. https://www.jstage.jst.go.jp/article/revpolarography/54/2/54_2_99/_pdf.
2. ↑  Wetzels, Walter D. (1978). ”J. W. Ritter: the Beginnings of Electrochemistry in Germany”. Selected Topics in the History of Electrochemistry. Princeton: Electrochemical Society. sid. 68–73
3. ↑  ”Who was James Smithson? – A Man of Science”. Smithsonian Institution. http://www.sil.si.edu/Exhibitions/Smithson-to-Smithsonian/who_04.html. Läst 18 juni 2007.
4. ↑  Smithson, James (9 april 1803). ”A Chemical Analysis of Some Calamines”. Philosophical Transactions of the Royal Society of London "Pt. I". http://www.sil.si.edu/Exhibitions/Smithson-to-Smithsonian/calamine.html.
5. ↑  Gay-Lussac, J. L. (9 april 2025). ”Recherches sur la dilatation des gaz et des vapeurs”. Annales de chimie "XLIII":  s. 137. http://web.lemoyne.edu/~giunta/gaygas.html.
6. ↑  Williams, Hywel (2005). Cassell's Chronology of World History. London: Weidenfeld & Nicolson. sid. 354. ISBN 0-304-35730-8
7. ↑  Jacyna, L. S. (2004). ”Bell, Sir Charles (1774–1842)”. Oxford Dictionary of National Biography. Oxford University Press. doi:10.1093/ref:odnb/1999. http://www.oxforddnb.com/view/article/1999. Läst 6 april 2011. (Prenumeration eller UK public library-medlemskap krävs)
8. ↑  Bagust, Harold (2006). The Greater Genius? - a biography of Marc Isambard Brunel. Hersham: Ian Allan. sid. 31. ISBN 978-0-7110-3175-3
9. ↑  Cornforth, David; Speight, Anne (3 maj 2009). ”Bodley & Co.”. Exeter Memories. http://www.exetermemories.co.uk/em/bodley.php. Läst 12 mars 2011.
10. ↑  ”The History of Ranges”. Tarvin: Antique Fireplaces & Ranges. Arkiverad från originalet den 7 juli 2011. https://web.archive.org/web/20110707145757/http://www.antiquefireplacesandranges.com/historyofranges.html. Läst 12 mars 2011.